# Bandicota bengalensis
Il ratto bandicoot minore (Bandicota bengalensis  Gray, 1835) è un roditore della famiglia dei Muridi originario del Subcontinente indiano.

## Descrizione

### Dimensioni
Roditore di grandi dimensioni, con la lunghezza della testa e del corpo tra 175 e 250 mm, la lunghezza della coda tra 132 e 160 mm, la lunghezza del piede tra 38 e 42 mm, la lunghezza delle orecchie tra 20 e 27 mm e un peso fino a 400 g.

### Aspetto
La pelliccia è ruvida ed arruffata.  Le parti superiori sono grigio-brunastre scure, cosparse di lunghi peli neri, mentre le parti ventrali sono grigie, talvolta con le punte dei peli giallastre. Il muso è corto, tozzo e leggermente all'insù. I piedi sono ricoperti di peli grigio-brunastri, le dita sono munite di lunghi e sottili artigli. La coda è più corta della testa e del corpo ed è uniformemente marrone scuro. Le femmine hanno da 5 a 10 paia di mammelle, più comunemente 7-9 paia. Il cariotipo è 2n=42 FN=58.

## Biologia

### Comportamento
È una specie terricola e notturna. È una discreta nuotatrice. Costruisce elaborati sistemi di tane e cunicoli, con 2-6 entrate, ognuna segnalata da un cumulo di terra, profondi fino a 60 cm e all'interno solitamente è presente un solo individuo adulto. Ha un'indole alquanto feroce.

### Alimentazione
Si nutre di parti vegetali, grano e piccoli animali, come crostacei e molluschi. Fanno irruzione nei campi coltivati. Sono considerati una seria piaga dagli agricoltori.

### Riproduzione
Le femmine hanno un estro di 5 giorni, con intervalli di 62 giorni. Nella città di Calcutta è stato osservato un intervallo di soli 31-34 giorni. In Pakistan e India si riproduce durante tutto l'anno, mentre in Myanmar ci sono picchi durante la stagione secca, tra novembre e marzo. La gestazione dura 17-21 giorni. Le femmine danno alla luce 1-14 piccoli in Myanmar. Nel Pakistan, tra settembre e novembre, possono nascere insieme 14-18 piccoli, mentre nel resto dell'anno 5-10. Alla nascita il loro peso è di 3,5 g. Aprono gli occhi dopo 14 giorni e vengono svezzati dopo 28 giorni. Raggiungono la maturità sessuale a circa 3 mesi.

## Distribuzione e habitat
Questa specie è originaria del Pakistan settentrionale e sud-orientale, dell'India, Sri Lanka, Bangladesh e Myanmar. Successivamente è stata introdotta nello stato di Aceh, Sumatra settentrionale, Giava, sulle isole di Penang e Phuket ed anche presso Gedda, in Arabia Saudita e probabilmente anche in Kenya.
Vive principalmente nelle zone agricole come risaie e campi di grano e nelle zone urbane fino a 3.500 metri di altitudine. L'habitat originario include le aree paludose, le foreste decidue subtropicali e tropicali e le mangrovie.

## Tassonomia
Sono state riconosciute 5 sottospecie:
- B.b.bengalensis: ; Provincia pakistana del Sind, stati indiani del Punjab, Uttarakhand, Uttar Pradesh, Rajasthan, Haryana, Madhya Pradesh, Gujarat, Maharashtra, Karnataka, Andhra Pradesh, Tamil Nadu, Kerala, Assam, Arunachal Pradesh, Nagaland, Manipur, Mizoram, Meghalaya, Tripura, Sikkim, West Bengal, Bihar, Jharkhand, Chhattisgarh, Orissa; Bangladesh, Myanmar, Bhutan, Nepal;
- B.b.gracilis  (<Nehring, 1902): Sri Lanka;
- B.b.sundavensis  (Kloss, 1921): Aceh, Sumatra settentrionale e Giava;
- B.b.varius  (Thomas, 1907): Tenasserim settentrionale; isola di Phuket e Penang;
- B.b.wardi  (>Wroughton, 1908): Stati indiani dello Jammu e Kashmir e Himachal Pradesh.

## Conservazione
La IUCN Red List, considerato il vasto areale, la tolleranza al degrado del proprio habitat, la popolazione numerosa e la presenza in numerose aree protette, classifica B.bengalensis come specie a rischio minimo (Least Concern).